# Jean Ier de Montfort
Pour les articles homonymes, voir Jean de Montfort.
Jean Ier († 1249), comte de Montfort de 1241 à 1249, est le fils d'Amaury VI (1192 † 1241), comte de Montfort (fils de Simon IV et d'Alix de Montmorency) et de Béatrice de Viennois (1205 † après 1248), fille de Guigues VI André de Bourgogne, dauphin du Viennois, et de Béatrice de Sabran.

## Biographie
En juillet 1248, il donne 240 arpents de terre à l'abbaye de Port-Royal où sa sœur Pernelle est une des moniales. Cette année-là, il prend la croix et part pour la Terre sainte avec Saint Louis, mais il meurt à Chypre au commencement de l'année suivante.

## Mariage et descendance
Il épouse, en mars 1248, Jeanne de Châteaudun, dame de Château-du-Loir et de La Suze, fille de Geoffroy VI, vicomte de Châteaudun, et de Clémence des Roches (fille du sénéchal Guillaume seigneur de Château-du-Loir, et de Marguerite dame de Sablé et de La Suze), et a :
- Béatrice (1248/1249 † 1311 ou 9 mars 1312, comtesse de Montfort-l'Amaury, mariée en 1260 à Robert IV († 1282), comte de Dreux.

Après son veuvage, Jeanne de Châteaudun épouse en secondes noces Jean de Brienne, grand bouteiller de France.